# Mabel at the Wheel
Mabel at the Wheel, Mabel y el auto infernal o Mabel al volante es una película estadounidense estrenada el 18 de abril de 1914 con la dirección de Mabel Normand y Mack Sennett y la actuación de Charles Chaplin.  

## Elenco
- Charles Chaplin - Villano.
- Mabel Normand - Mabel
- Harry McCoy - Novio de Mabel
- Chester Conklin - Padre de Mabel
- Mack Sennett - Reportero.
- Al St. John - Un secuaz de Charlot.
- Joe Bordeaux - Personaje indeciso.
- Mack Swain - Espectador
- William Hauber - Copiloto de Mabel.

## Sinopsis
Charlot, que persigue los favores de Mabel, la amiga de un campeón automovilístico, le ofrece un paseo en su motocicleta pero la deja caer en un charco haciendo que ella vuelva a sus antiguos amores. Charlot entonces sabotea con ayuda de dos acólitos el auto de su rival y lo encierra para que no pueda participar en la carrera pero al iniciarse esta Mabel toma el volante y sale a correr en su lugar. Charlot hace lo que puede para sabotear la carrera pero Mabel gana y Charlot recibe una paliza de sus propios cómplices.

## Crítica
Es la última película de Chaplin en la que no tiene participación en la dirección. La trama es confusa y por momentos (especialmente durante la carrera) la acción se prolonga en demasía. Aquí, Charlot no es más que un personaje antipático, mentiroso, brutal, feroz (boxea, muerde, golpea). No hay gags cómicos y, en resumen, es una película mediocre totalmente alejada de la obra de Chaplín y del mito de Charlot.